# Joachim Bernt von Eickstedt
Joachim Bernt von Eickstedt (1663 – 1711) var en dansk officer.
Han var fætter til Christoph og Valentin von Eickstedt. Han blev oberstløjtnant og kommandør for Garden til Fods.